# Pixie och Dixie
Pixie och Dixie (orig. Pixie and Dixie and Mr. Jinks) är en serie av 57 animerade kortfilmer producerad av Hanna-Barbera Productions som ett av tre inslag i dess tv-serie The Huckleberry Hound Show, visad på amerikansk tv under åren 1958-1961. 

## Handling och rollfigurer
Serien handlar om två möss vid namn Pixie (spelad av Don Messick) och Dixie (Daws Butler) och en katt vid namn mr. Jinks (Daws Butler). 
Serien påminner på många sätt William Hannas och Joseph Barberas tidigare, och mer kända, skapelse Tom och Jerry. Grundidén för Pixie och Dixie är striden mellan mössen och katten - en konflikt som vanligen utspelar sig i ett ombonat hus. Till skillnad från Tom och Jerry är våldet kraftigt nedtonat, om än inte helt försvunnet, animeringarna mycket enklare - vilket huvudsakligen berodde på att de olika filmserien producerades för olika medier och därmed hade avsevärda budgetskillnader - och Jinks blir aldrig samma påtagliga hot som Tom blev i framför allt de äldsta Tom och Jerry-filmerna. 
Utöver de tre huvudfigurerna förekommer inga återkommande rollfigurer.

## Pixie och Dixie i Sverige
I Sverige har serien visats som ett inslag i TV3:s Barntrean, och avsnitt finns även utgivna på vhs.

## Produktion
Pixie och Dixie visades under hela sin levnad som ett av inslagen i tv-serien The Huckleberry Hound Show, som också bestod av Huckleberry Hund,  Yogi Björn (1958-1959) och Hokey Wolf (1960-1961).

## Avsnitt

### Säsong 1
1. Cousin Tex (2 oktober 1958)
2. Judo Jack (9 oktober 1958)
3. Kit Kat Kit (16 oktober 1958)
4. Jinks Mice Device (23 oktober 1958)
5. Pistol Packin Pirate (30 oktober 1958)
6. Scardey Cat Dog (6 november 1958)
7. Little Bird-Mouse (13 november 1958)
8. Jiggers...It's Jinks (20 november 1958)
9. The Ghost with the Most (27 november 1958)
10. The Ace of Space (11 december 1958)
11. Jinks Junior (18 december 1958)
12. Junks the Butler (1 januari 1959)
13. Jinks Flying Carpet (8 januari 1959)
14. Puppet Pals (22 januari 1959)
15. Mark of the Mouse (29 januari 1959)
16. Dinky Jinks (12 februari 1959)
17. Hypnotize Surprise (19 februari 1959)
18. Nice Mice (26 februari 1959)
19. King Size-Surprise (5 mars 1959)
20. Cat-Nap Cat (12 mars 1959)
21. Mouse Nappers (19 mars 1959)
22. Boxing Buddy (26 mars 1959)

### Säsong 2
1. Sour Puss (12 september 1959)
2. Rapid Robot (19 september 1959)
3. King Size Poodle (26 september 1959)
4. Hi-Fido (3 oktober 1959)
5. Batty Bat (10 oktober 1959)
6. Mighty Mite (17 oktober 1959)
7. Bird Brained Cat (24 oktober 1959)
8. Lend Lease Meece (31 oktober 1959)
9. A Good Good Fairy (7 november 1959)
10. Heaven s to Jinksy (14 november 1959)
11. Goldfish Fever (21 november 1959)
12. Pushy Cat (28 november 1959)
13. Puss in Boats (5 december 1959)

### Säsong 3
1. High Jinks (11 september 1960)
2. Price For Mice (18 september 1960)
3. Plutocrat Cat (25 september 1960)
4. Pied Piper Pipe (2 oktober 1960)
5. Woo For Two (9 oktober 1960)
6. Party Peeper Jinks (16 oktober 1960)
7. A Wise Quack (23 oktober 1960)
8. Missie Bound Cat (30 oktober 1960)
9. Kind To Meeces Week (6 november 1960)
10. Crew Cat (13 november 1960)
11. Jinksed Jinks (20 november 1960)
12. Lightheaded Cat (27 november 1960)
13. Mouse for Rent (4 december 1960)

### Säsong 4
1. Jinks' Jinx (18 augusti 1961)
2. Fresh Heir (25 augusti 1961)
3. Strong Mouse (Hercules) (1 september 1961)
4. Bombay Mouse (8 september 1961)
5. Mouse Trapped (15 september 1961)
6. Magician Jinks (29 september 1961)
7. Meece Missiles (29 september 1961)
8. Homeless Jinks (6 oktober 1961)
9. Home Flea (13 oktober 1961)

## Senare framträdanden
Precis som merparten av Hanna-Barberas 1960-tals-figurer återkom även Pixie, Dixie och mr. Jinks i flera senare produktioner, som en del i gänget bakom Yogi Björn.
- Yogi's Gang (1973-1974)
- Laff-A-Lympics (1977-1980)
- Wake, Rattle and Roll (1990-1991)
- Yo Yogi! (1991-1992)